# José Saud
José Antônio Saud Junior (Taubaté, 23 de março de 1963) é um empresário e político brasileiro filiado ao PP.  É ex-prefeito de Taubaté, tendo assumido o cargo em 2021.

## Biografia
Aos 59 anos, José Antônio Saud Junior tem três graduações, Engenharia Civil, Física e Pedagogia e quatro pós-graduações, entre elas em Gerência de Cidades. Antes de virar empresário, Saud atuou 10 anos como professor.
Saud também foi presidente da Acit (Associação Comercial e Industrial de Taubaté) desde 2016, e licenciou-se do cargo em 2020 para disputar as eleições.
Foi eleito em 29 de novembro de 2020 em 2º turno com 65,01% dos votos, totalizando 92.770 válidos. Ainda no primeiro turno, Saud conseguiu 28,81% dos votos, contra 25,40% de Loreny, do Cidadania. Antes, José já tinha concorrido ao cargo de prefeito em 2016, ficando em 3° lugar na disputa eleitoral, quando recebeu 23.742 votos.

## Governo
Em sua administração, Saud se deparou com diversos problemas, entre eles a saída das fábricas da LG e da montadora Ford do município, totalizando mais de 1500 desempregados, a pandemia de COVID-19 e um rombo de mais de 100 milhões de reais nos cofres públicos herdados da antiga gestão.
Em 2 meses como prefeito, 22 milhões foram economizados com cortes no número de secretários em certas pastas da prefeitura.

### Polêmica
Em novembro de 2021, Saud propôs um aumento salarial. Para si, a remuneração iria saltar de R$ 18,6 mil para R$ 21,5 mil. O salário da vice-prefeita dobraria, passando de R$ 5,5 mil para R$ 18,1 mil. Já os secretários, de R$ 11,4 mil passariam a ganhar R$ 18 mil. Tais aumentos foram aprovados pela Câmara Municipal, porém suspensos em março de 2022 por uma liminar do Tribunal de Justiça do Estado de São Paulo (TJ-SP).